# In/Out/In
In/Out/In è una compilation del 2022 di Sonic Youth, pubblicata su Three Lobed Recordings. Contiene cinque canzoni registrate tra il 2000 e il 2010. Ha ricevuto recensioni "generalmente favorevoli", secondo Metacritic, l'aggregatore di recensioni di album.

## Tracce
1. Basement Contender – 9:34
2. In & Out – 7:35
3. Machine – 3:37
4. Social Static – 11:41
5. Out & In – 12:18